# 大椎惟常
大椎 惟常（おおじい これつね、生没年不詳）は、平安時代から鎌倉時代の武将。通称五郎。平常澄の子。子に惟綱、孫に政綱（孫次郎）。

## 略歴
千葉常重は鴨根常房から千葉郷を譲り受け、後に常重と平常晴との間で領地の交換があり、常晴の孫である惟恒が大惟の地を受け継ぎ、支配した。